# Carmel-by-the-Sea
Carmel-by-the-Sea, muitas vezes chamada apenas de Carmel, é uma pequena cidade localizada no estado americano da Califórnia, no Condado de Monterey. Foi incorporada em 31 de outubro de 1916.
Está situada a cerca de 150 km ao sul de São Francisco. É uma cidade muito turística, mas ficou conhecida em todo o mundo, pelo fa(c)to de ter como prefeito o ator Clint Eastwood, entre os anos de 1986 e 1988. Fica no coração da península de Monterey. Carmel possui muitas galerias de arte e muitos estabelecimentos hoteleiros. Da praia de Carmel, pode-se avistar à direita o célebre golfo de Pebble Beach.

## Geografia
De acordo com o United States Census Bureau, a cidade tem uma área de 2,8 km², onde todos os 2,8 km² estão cobertos por terra.

### Localidades na vizinhança
O diagrama seguinte representa as localidades num raio de 16 km ao redor de Carmel-by-the-Sea.

## Demografia
Segundo o censo nacional de 2010, a sua população é de 3 722 habitantes e sua densidade populacional é de 1 330,62 hab/km². Possui 3 417 residências, que resulta em uma densidade de 1 221,58 residências/km².

## Cultura

### Literatura
Carmel é citada na série de livros A Mediadora, da escritora norte-americana Meg Cabot. Na série, a personagem principal, Suzannah Simon, pode ver e conversar com fantasmas. Ela se muda do Brooklyn, seu local de origem, para Carmel, a fim de morar com sua mãe, que se casou recentemente e mudou-se para lá.